# Galerella pulverulenta
Galerella pulverulentus (капська сіра мангуста) — рід ссавців, представник ряду хижих із родини мангустових.

## Поширення
Ендемік південної частини Африки, в межах всієї Північної, Західної та Східної Капскої провінції Південно-Африканської Республіки, з незначним вторгнення в південну Намібію, в Лесото і крайній захід провінції Квазулу-Наталь. Проживає від рівня моря у Західній Капскій провінції до 1900 м в провінції Квазулу-Наталь. Має широкий діапазон середовищ проживання і знаходиться як у лісових районах, так і на відкритій місцевості. Часто пов'язаний областями, де знаходить собі притулок, такими як щільні кущі чи оголення скельних порід; уникає відкритих полів з низькою рослинністю. Часто рясний поблизу людських населених пунктів.

## Загрози та охорона
Немає серйозних загроз для виду. Присутній на численних природоохоронних територіях.